# غريغ ارين
غريغ ارين (بالإنجليزية: Greg Warren)‏ هو سياسي أسترالي، ولد في 6 نوفمبر 1973 في أستراليا. حزبياً، نشط في حزب العمال الأسترالي (فرع نيوساوث ويلز) ‏. في 2015 New South Wales state election ‏، انتخب عضو الجمعية التشريعية نيو ساوث ويلز عن دائرة Electoral district of Campbelltown ‏ (28 مارس 2015 – ).